# خانه‌به‌دوش (فیلم ۲۰۰۵)
خانه‌به‌دوش یا عشایر: جنگجو (قزاقی: Көшпенділер, Köşpendiler) یک فیلم حماسی تاریخی محصول سال ۲۰۰۵ سینمای قزاقستان به نویسندگی و تهیه کنندگی رستم ابراهیم‌بیگف، تهیه کنندگی اجرایی میلوش فورمن و کارگردانی سرگئی بودروف، ایوان پاسر و تالگات تمنوف ساخته شده‌است. در مارس ۲۰۰۷ در آمریکای شمالی منتشر شد که توسط واینستین کمپانی توزیع شد. دو نسخه از این فیلم فیلمبرداری شد: یکی به زبان قزاق توسط تمنوف برای توزیع در قزاقستان و دیگری به زبان انگلیسی توسط پاسسر و بودروف برای توزیع در سراسر جهان. دولت قزاقستان ۴۰ میلیون دلار برای تولید فیلم سرمایه‌گذاری کرد و آن را به گران‌ترین فیلم قزاقستانی تبدیل کرد. این فیلم نامزد رسمی قزاقستان برای بهترین فیلم خارجی زبان برای هفتاد و نهمین دوره جوایز اسکار بود، اما به فهرست نهایی راه یافت. همچنین این آخرین فیلمی بود که ایوان پاسر قبل از مرگش در سال ۲۰۲۰ کارگردانی کرد.
این فیلم یک حماسه تاریخی است که در قزاقستان قرن ۱۸ اتفاق می‌افتد. این فیلم روایتی تخیلی از جوانی و بلوغ ابلای خان، خان از گروه هورد قزاق است، در حالی که او رشد می‌کند و برای دفاع از قلعه در حضرت ترکستان در برابر مهاجمان زونگار در طول جنگ‌های قزاق و زونگار می‌جنگد.

## بازخودها
این فیلم دارای رتبه تأیید ۶٪ در وب سایت جمع‌آوری بررسی راتن تومیتوز، بر اساس ۱۶ بررسی، و میانگین امتیاز ۴٫۴ از ۱۰ است. در متاکریتیک، فیلم بر اساس ۷ منتقد، میانگین وزنی امتیاز ۴۹ از ۱۰۰ را دارد که نشان‌دهنده «بررسی‌های مختلط یا متوسط» است.